# David Heyman
David Jonathan Heyman (Londen, 26 juli 1961) is een Engelse filmproducent die vooral bekend is door zijn werk voor de Harry Potterfilms. Sindsdien produceert hij ook een paar andere films.

## Biografie
David Heyman werd geboren in Londen. Hij studeerde in de Verenigde Staten kunstgeschiedenis aan Harvard University in 1983. Hij is de zoon van John Heyman, die bekend is van The Go-Between en Jesus, en van Norma Heyman (Mrs. Henderson Presents). 
Heyman begon in de filmwereld als productie-assistent. In 1992 produceerde hij zijn eerste film Juice.
In 1997 ging Heyman terug naar Londen en begon zijn eigen productiemaatschappij Heyday films. Heyman is getrouwd en heeft een zoon.